# Tibga
Tibga è un dipartimento del Burkina Faso classificato come comune, situato nella Provincia di Gourma, facente parte della Regione dell'Est.
Il dipartimento si compone del capoluogo e di altri 41 villaggi: Bandaokanré, Bangou, Banliboara, Bassambily, Belemgnoubli, Biliguimtenga, Bogré, Bokou, Bolontou, Bondioguin, Dasamlagfo, Dékouda, Dianga, Djingfoaga, Gandemtenga, Guilyendé, Hamtiouri, Kaldiouani, Kalkomé, Kalkouri, Kogossi, Kontaga, Kontaga-Peulh, Liguiditenga, Modré, Mossitenga, Nagbangou, Nassobdo, Nassoboré, Ouanga, Poringuin, Soadobila, Soatou, Tambourbangou, Tampour-kolkomé, Tiantiaka, Tiongo, Yaryomé, Yéga, Youkin e Youlmenga.